# Hippodrom

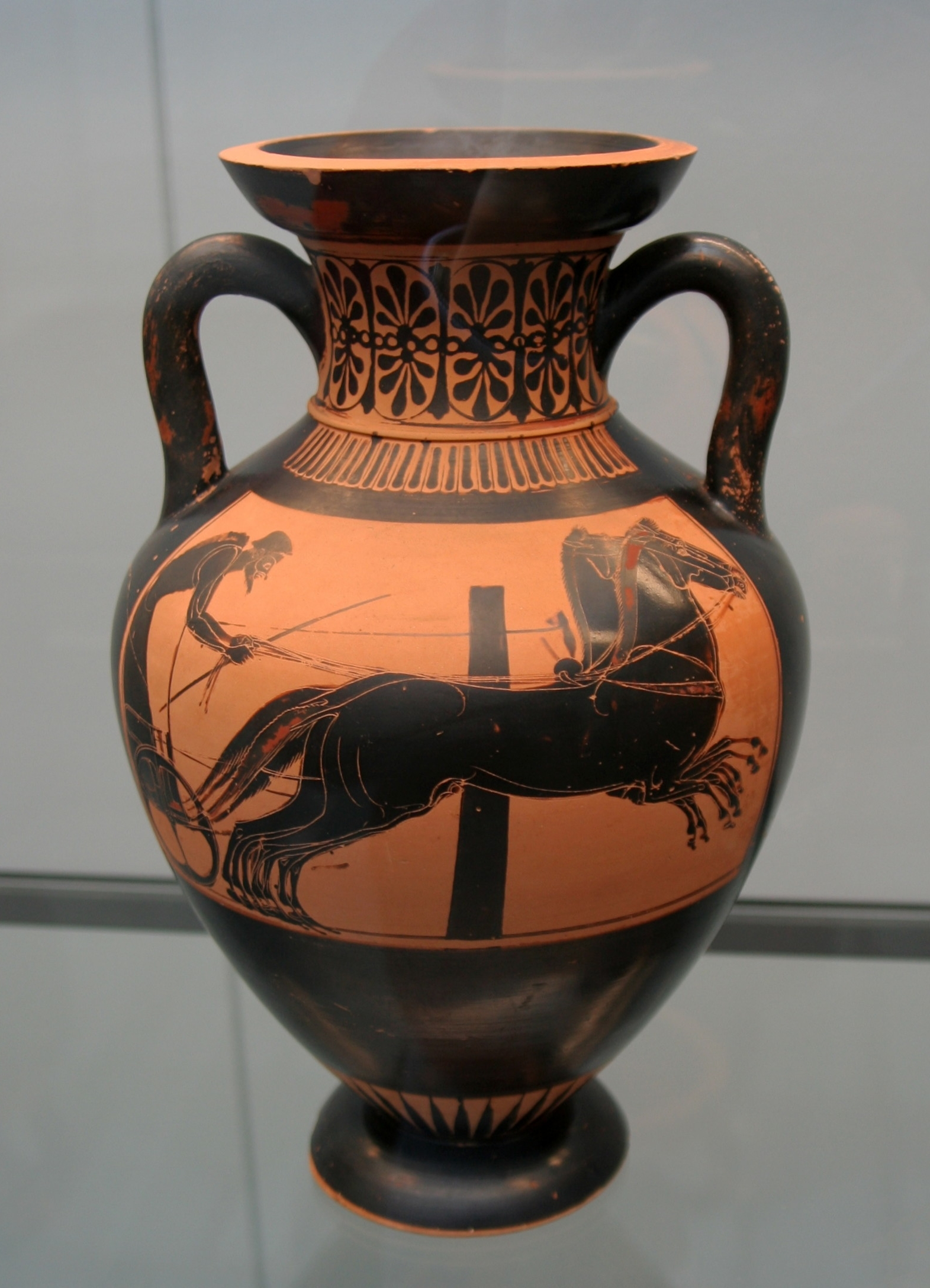
Négylovas fogat egy terma körül: attikai fekete alakos amfora, i. e. 500 körül

A hippodrom (ógörögül ἱππόδρομος hippodromos, „lófuttató”) az ókori Görögországban és a Bizánci Birodalomban használt, ló- és fogatversenyzésre szolgáló versenypálya elnevezése.
Az ókori Rómában a hippodromus kifejezést egy kerti formára használták, míg az ottani lóversenypályát általában circus-nak nevezték.
A kora újkorban a hippodrom elnevezést olyan nagyméretű épületekre és vásári sátrakra használták, amelyekben közönség előtt, zenére, lovas akrobatikát (ugratást) mutattak be.
A „hippodrom” szó az ókori görög ἵππος hippos, magyarul ló és δρόμος dromos, magyarul futás, vágta szavakból származik. A hippodromos és a hippodromus az ógörögben és a latinban hímnemű;
A hippodrom alakja tojásdadalakú tér volt, köröskörül magas fákkal körülültetve, hossza átlag 400, szélessége 125 méter. A kocsiversenynél ezt a pályát fiatal lovakkal nyolcszor, kifejlett paripákkal tizenkétszer kellett megkerülni. A hippodromokról csak kevés régészeti bizonyíték maradt fenn;  a legfontosabb információk írott forrásokból származnak. Úgy tűnik, hogy a különböző létesítmények mérete és műszaki felszereltsége nagymértékben különbözött egymástól. Még a leghíresebb görög hippodrom, az olimpiai sem maradt fenn, csupán Pausanias leírásából ismerjük.
A tojásdad pálya egyik gócpontjában állott a „lóijesztő” (taraxippos, a rómaiaknál terma), azaz egy gömbölyű kőoltár, mely annál veszélyesebb volt a versenyzőkre, minél közelebb hajtva igyekeztek azt megkerülni. A másik gócpontban Hippodameia szobra volt. A rómaiaknál a hippodrom berendezése némi módosítással fordult elő.
Az ókori Rómában a lóversenypályát latinul cirkusznak hívták. A görög hippodromtól való jellegzetes eltérésnek a spina tekinthető, egy hosszúkás fal, amelyet a verseny résztvevőinek meg kellett kerülniük, és amely a termát helyettesítette, vagy – a konstrukciótól függően – összekötötte őket egymással. A legkorábbi bizánci lóversenypálya nem a görög, hanem a római időkből származik, és a római szóhasználat szerint cirkusz (a római Keletről származó görög nyelvű források viszont általában hippodromnak neveztek minden lóversenypályát, azaz cirkuszt is). A kevés fennmaradt forrás arra utal, hogy a latin nyelvű világban a hippodromus alatt olyan kertkomplexumot értettek, amelynek alaprajza a görög hippodrom alaprajzát követte.
A római Nyugat egyetlen olyan fennmaradt építménye, amelyet írásos forrás bizonyos bizonyossággal hippodromként azonosított, a római Palatinuson található Domus Augustana egy része (amelyet gyakran stadionként emlegetnek). A tipikus alaprajz itt eltéréseket mutat: A délnyugati keskeny oldal boltíve nem félköríves, és a burkolat határát egy összefüggő oszlopcsarnok alkotja. Nincsenek bejáratok, amelyeken keresztül lovakat lehetett volna behozni, így nem lehetett tényleges versenypálya.
Az ifjabb Plinius leveleiben (V, 6, 32-40) részletesen leír egy "hippodrom" (itt "lovardának" fordítják) nevű kertet, amely a mai Città di Castello közelében lévő vidéki birtokához tartozott, és nem maradt fenn. Ez a komplexum is téglalap alakú, amelynek egyik oldalát egy kanyar helyettesíti.